# Lipa szerokolistna św. Ottona
Lipa św. Ottona – okaz lipy szerokolistnej (Tilia platyphyllos) rosnący przy kościele Najświętszej Rodziny w szczecińskiej dzielnicy – Płonia, która dopiero od 1972 znajduje się w granicach miasta. Jest to jedna z największych lip w Polsce.

## Wiek i rozmiary
Według legend, lipa ma mieć nawet ok. 900 lat. Jest to jednak mało prawdopodobne – wiek drzewa szacuje się obecnie na ok. 300–400 lat.
Pień drzewa jest dosyć krótki, pokryty licznymi zgrubieniami i pochylony w stronę muru otaczającego teren przykościelny (dawny cmentarz). Z tego powodu nietrudno o zawyżenie pomiaru.
W 2013 roku lipa miała obwód 858 cm, mierzona zgodnie z zasadami dendrometrii, czyli w najwęższym miejscu pnia do wys. 1,3 m, odmierzonej od najwyższego miejsca gruntu przy pniu.
Jest to druga co do grubości lipa szerokolistna w Polsce.

## Historia
Imię lipy nawiązuje do św. Ottona z Bambergu, który według legend miał ją posadzić podczas wyprawy misyjnej na Pomorzu w 1124 roku. Inna legenda mówi o tym, że drzewo posadzone zostało po wybudowaniu kościoła w roku 1274.
Lipa św. Ottona była już znana wiele lat temu, opisywana w niemieckiej literaturze jako Die Ottonlinde (Lipa Ottona) i Die heilige Linde (Święta Lipa).
Drzewo zostało pomnikiem przyrody po raz pierwszy w 1954 roku. Później podstawa prawna była aktualizowana, m.in. uchwałą Rady Miasta z 2002 roku.
Niedaleko Szczecina, w Szadzku, w powiecie stargardzkim znajduje się jeszcze jedna lipa św. Ottona, jednakże jest to lipa drobnolistna.